# BB Gandanghari
Binibini Gandanghari, née le 15 septembre 1965, communément appelée BB Gandanghari, est une actrice, mannequin, artiste, comédienne et réalisatrice philippino-américaine.
Elle est la sœur aînée de l'acteur Robin Padilla et la sœur cadette de Royette et Rommel Padilla, qui sont aussi acteurs. Gandanghari connait le succès dans les films philippins au début des années 1990, avant de faire une pause en 2001. Elle revient sur le devant de la scène en 2006 lorsqu'elle rejoint la Pinoy Big Brother Celebrity Edition où elle fait son coming out gay après 44 jours.
En 2009, elle fait son coming out transgenre. En 2016, son nom enregistré et son sexe sont modifiés par ordonnance de la Cour supérieure du comté d'Orange.

## Carrière
BB Gandanghari entre dans le show-business en tant qu'idole dans des matinales, puis en tant que star de films d'action. Elle est également la présentatrice de la franchise philippine Wheel of Fortune sur ABC 5. Après avoir été présentatrice, BB Gandanghari quitte les Philippines et étudie la réalisation de films aux États-Unis. BB Gandanghari apparait dans l'adaptation cinématographique de la bande dessinée Zsazsa Zaturnnah en tant que propriétaire de salon gay Ada (Adrian), l'alter ego de Zsazsa Zaturnnah. Elle apparait aussi dans la série télévisée La Vendetta sur GMA 7, les Happy Hearts et plus tard sur la teleserye de ABS-CBN, Eva Fonda.
En 2009, BB Gandanghari présente les National Kidlat Awards sur l'île de Boracay, à Malay, Aklan. Elle aussi apparait dans SRO Cinema Serye : Rowena Joy. En septembre 2017, BB Gandanghari signe avec The Brogan Agency aux États-Unis. Le 9 août 2019, elle fait ses débuts à la télévision américaine dans la série Netflix GLOW, où elle incarne une diseuse de bonne aventure nommée Patricia dans le huitième épisode de la troisième saison de la série.

## Vie privée
Binibini Gandanghari est l'enfant de Roy Padilla Sr. et Lolita Eva (née Cariño). Elle a trois frères et quatre sœurs. Avant son coming out trans, elle épouse Carmina Villarroel en 1994. Après plusieurs années, Villarroel demande l'annulaton du mariage, ce qu'on lui accorde en juin 2002.
En 2006, BB Gandanghari devient l'une des 14 colocataires de Pinoy Big Brother: Celebrity Edition. Le 2 mars 2006, elle fait son coming out gay dans l'émission. Au 45e jour de la compétition, elle choisit de quitter volontairement la maison.
En janvier 2009, BB Gandanghari fait son coming out trans et entame sa transition,. Son frère, la star Robin Padilla, déclare d'abord qu'il accepte pleinement sa décision, mais ensuite il rétracte ses déclarations précédentes et admet qu'il est toujours choqué et qu'il n'est pas en bons termes avec sa sœur. Leur mère, et tous les autres frères et sœurs de BB Gandanghari, l'appellent toujours par son deadname.
Gandanghari a déclaré que son nom complet est dérivé des mots philippins Bb. (abréviation de Binibini, un équivalent honorifique de " Miss ") et Gandanghari, un mot-valise des mots ganda (beauté) et hari (roi), ajoutant que le « Bb. » fait référence à sa devise « Soyez tout ce que vous pouvez être »,.
Gandanghari est titulaire d'une licence en économie de l'Université St. Louis, Baguio et a étudié le cinéma à l'UCLA.[réf. nécessaire]
En 2017, Robin Padilla déclare que BB Gandanghari a obtenu un emploi de chauffeur pour Uber aux États-Unis.
En 2022, elle annonce sur Instagram qu'elle est devenue citoyenne américaine.

## Filmographie

### Télévision
| Année     | Titre                        | Rôle                                     |
| --------- | ---------------------------- | ---------------------------------------- |
| 2019      | GLOW                         | Patricia                                 |
| 2015      | 2½ Daddies                   | Evangelio "Eva" Pastoran / Gelo Pastoran |
| 2012-2013 | Enchanted Garden             | Reine Michiko / Helfora                  |
| 2009-2010 | Cool center                  | Elle-même                                |
| 2009      | SRO Cinemaserye : Rowena Joy | Frannie                                  |
| 2008-2009 | Eva Fonda                    | Patricia "Patty" Rosal                   |
| 2007-2008 | La Vendetta                  | Alfie Camba                              |
| 2001      | Wheel of fortune             | Elle-même                                |
| 1999-2001 | Saan Ka Man Naroroun         | Alex                                     |
| 1999-2000 | Pintados                     | Dr Virus                                 |
| 1994      | Spotlight Drama Special      |                                          |
| 1993      | GMA Telecine Special         |                                          |
| 1992-1994 | 17 Bernard-Club              | Elle-même                                |
| 1995-1997 | Valiente                     | Dr Albert Rosales                        |
| 1992-1995 | Valiente                     | Dr Albert Rosales                        |
| 1986-1993 | Lunch Date                   | Elle-même                                |
| 1991      | Davao, Ang Gintong Pag-Asa   |                                          |

### Longs métrages
- Happy Hearts (2007)
- Zsa Zsa Zaturnnah, ze Moveeh (2006)
- Yamashita : The Tiger's Treasure (2001)
- Ganito ako magmahal (1999)
- Bilib Ako Sa'yo (1999)
- Ako'y ibigin mo . . . Lalaking Matapang (1999)
- May isang pamilya (1999)
- Ganito na akong Magmahal (1998)
- Walang katapusang init (1998)
- Abuso : Cas #6433 (1997)
- Paano Kung Wala Ka Na (1997)
- Bilang Na Ang Araw Mo (1996)
- Maruja (1996)
- The Jessica Alfaro Story (1995)
- Sana Dalawa ang Puso Ko (1995)
- Marami ka pang kakaining bigas (1994)
- Darna (1994)
- Mista (1994)
- Hindi Magbabago (1994)
- Brat Pack (1994)
- Kadenang Boulaklak (1994)
- Ikaw (1993)
- Gagay, Ang Prinsesa Ng Brownout (1993)
- Kapag Iginuhit ang Hatol ng Puso (1993)
- Hanggang Saan Hanggang Kailan (1993)
- Ngayon à Kailanman (film) (1992)
- Narito ang Puso Ko (1992)
- Magnong Reha (1992)
- Onyong Majikero (1991)
- AJ AJ AJ AJ AJ (1989)